# Bataille de Kunlong
La bataille de Kunlong était un affrontement militaire de 42 jours entre les forces armées du Parti communiste de Birmanie et de l'armée birmane, qui a eu lieu entre novembre 1971 et janvier 1972. Pendant la bataille, les forces communistes ont cherché à capturer le pont de Kunlong sur le fleuve Salouen (un point de grande valeur stratégique). Cependant, les attaques par vagues humaines (une tactique empruntée à la Chine) des communistes se sont révélées inefficaces contre les forces de l'armée birmane retranchées. La bataille s'est terminée par une défaite pour les communistes, le seul revers militaire majeur pour le Parti communiste de Birmanie pendant cette phase du conflit armé.